# Нил Пёрвис и Роберт Уэйд
Нил Пёрвис (англ. Neal Purvis; род. 9 сентября 1961) и Роберт Уэйд (род. 1962) — британские сценаристы, написавшие сценарии к семи фильмам о Джеймсе Бонде от «И целого мира мало» до «Не время умирать». О них говорили как об «одном из самых успешных сценарных партнёрств Британии».

## Ранние годы
Отец Пёрвиса был фотографом. Подростком, Пёрвис был в кино-клубе, который фокусировался на кинематографе 1940-х годов.
Уэйд родился в Пенарте, Южном Уэльсе, и жил там до тех пор, пока ему не исполнилось 11 лет. Его мать была артисткой, и с раннего возраста он хотел быть сценаристом и начал снимать домашние фильмы, когда он был подростком.
Они познакомились друг с другом когда они ходили в школу при университете Кента, где они были соседями по комнате. Они начали играть в группе вместе, и они продолжили играть по крайней мере 20 лет. Уэйд окончил Кент и переехал в Лондон, где впоследствии он присоединился к Пёрвису.

## Семейная жизнь
Уэйд живёт в Суссексе и у него 4 детей.

## Фильмография
- Пусть получит своё / Let Him Have It (1991) (сосценаристы)
- Планкетт и Маклейн / Plunkett & Macleane[3] (1999) (сосценаристы)
- И целого мира мало / The World Is Not Enough[3] (1999) (сосценаристы; вместе с Брюсом Фейрстейном)
- Умри, но не сейчас / Die Another Day[3] (2002) (сосценаристы)
- Агент Джонни Инглиш / Johnny English[3] (2003) (сосценаристы; вместе с Уильямом Дэвисом; Петир Хоуитт в титрах не указан)
- В дурмане / Stoned (2005)
- Казино «Рояль» / Casino Royale (2006) (сосценаристы; вместе с Полом Хаггисом)[5]
- Квант милосердия / Quantum of Solace (2008) (сосценаристы; вместе с Хаггисом)
- 007: Координаты «Скайфолл» / Skyfall (2012; вместе с Джоном Логаном)[6]
- 007: Спектр / Spectre (2015) (сосценаристы; вместе с Логаном)
- Не время умирать / No Time To Die (2020) (сосценаристы; вместе с Кэри Фукунага и Фиби Уоллер-Бридж)